# Igor Kindij
Igor Kindij (Ukrajina, 9. prosinca 1913. - Zagreb, 1987.), hrvatski šahist, znamenito ime hrvatskog šaha. Do prije Drugoga svjetskog rata igrao je za jaki šahovski klub Karlovac. Poslije je igrao za zagrebačku Mladost. Igrao na završnici seniorskog prvenstva FNRJ.

## Vanjske poveznice
- Igor Kindij, 365chess.com
- Billiongraves